# دير شامو
دير ابنيزر شامو (من مواليد 28 أبريل 1980 في أكرا هو غاني يلعب لنادي "V-League" الفيتنامي نادي Bình Dương F.C.